# 日韓新時代共同研究プロジェクト
日韓新時代共同研究プロジェクト（にっかんしんじだいきょうどうけんきゅうプロジェクト）とは日本と韓国が国際社会に共に貢献していくということを念頭において、日韓両国の多彩な分野の研究者が共同で研究を行うというプロジェクト。主な研究分野は国際政治、国際経済、日韓関係であり、プロジェクトメンバーには両国の大学教授が名を連ねている。

## 第一期
2009年1月、麻生太郎と李明博による日韓首脳会談において、日韓新時代共同研究プロジェクトの発足について合意。同年2月には、東京でプロジェクトの発足総会が開催された。日本側の委員長は小此木政夫、韓国側の委員長は河英善。2010年10月、両国政府に報告書が提出された。

### 分科会と委員
- 国際政治 - 中西寛、田中明彦、村田晃嗣、田所昌幸、李淑鍾、全在晟、尹徳敏、文興鎬
- 国際経済 - 深川由起子、小川英治、木村福成、澤田康幸、鄭永祿、孫洌、金基石、金良姫
- 現在及びこれからの日韓関係 - 添谷芳秀、平岩俊司、小針進、西野純也、金浩燮、李元徳、朴喆熙、朴榮濬

## 第二期
2011年10月、野田佳彦と李明博による日韓首脳会談において、第2期日韓新時代共同研究プロジェクトの開始について合意。同年12月、第2期プロジェクトが発足。両国の委員長は、第1期と同じ小此木と河。2013年12月、両国政府に報告書が提出された。